# Kubusiowi Przyjaciele Natury
Kubusiowi Przyjaciele Natury – to program edukacyjny o tematyce ekologicznej dla dzieci w przedszkolach w całej Polsce. 
Do tej pory, od początku trwania programu wzięło w nim udział ponad trzy miliony dzieci.
Organizatorem programu jest marka Kubuś (należąca do firmy Maspex).
W ramach programu przedszkola otrzymują bezpłatne materiały dydaktyczne dla dzieci i nauczycieli ze scenariuszami lekcji oraz zabawami i grami edukacyjnymi. 
Dzieci, które biorą udział w programie poznają zasady dbania o środowisko naturalne, aktywnego wypoczynku i zdrowego odżywiania. Uczą się segregować odpady, wybierać najlepsze formy ruchu oraz rozpoznawać korzyści, które płyną ze stosowania zdrowej diety, spożywania 5 porcji warzyw, owoców oraz soku czy dbania o drugie śniadanie.